# Koenwald
Koenwald ou Cenwald est un prélat anglo-saxon de la première moitié du Xe siècle. Il est évêque de Worcester de 928 ou 929 à 957 ou 958.

## Biographie
Probablement originaire de Mercie, Koenwald semble avoir servi comme prêtre auprès du roi anglais Æthelstan avant d'être nommé évêque de Worcester à une date inconnue entre avril 928 et octobre 929. Il est envoyé en Germanie en 929, peut-être pour accompagner la sœur d'Æthelstan qui doit épouser le prince Othon.
La carrière de Koenwald à Worcester est mal attestée, mais il est certain qu'il reste un personnage important de la cour d'Æthelstan et de ses successeurs. Il semble être à l'origine d'une série de chartes dites « allitératives », émises entre 940 et 956, qui se distinguent des autres par leur style recherché.
Sa mort est datée du 28 juin dans un calendrier de l'abbaye de Glastonbury. Sa dernière mention dans les chartes date de l'année 958, mais le document en question est d'authenticité douteuse, et Koenwald pourrait être mort l'année précédente.